# NGC 2233
NGC 2233 é uma galáxia elíptica (E-S0) localizada na direcção da constelação de Dorado. Possui uma declinação de -65° 02' 00" e uma ascensão recta de 6 horas, 21 minutos e 40,1 segundos.
A galáxia NGC 2233 foi descoberta em 30 de Novembro de 1834 por John Herschel.